# パラシベリア石
パラシベリア石（パラシベリアせき、 Parasibirskite）は、1998年に発表された日本産新鉱物で、岡山大学の鉱物学者草地功などにより、岡山県高梁市の布賀石灰石鉱山から発見された。 化学組成はCa2B2O5・H2Oで、単斜晶系。共産しやすいシベリア石 (Sibirskite, Ca2(HB2O5)(OH))（単斜晶系）と同じ化学組成をもち、同じく単斜晶系ではあるが、結晶構造の異なる同質異像である。
白色・真珠光沢を持ち、モース硬度3、比重2.50。外見上はシベリア石と区別できないため、区別にはX線結晶構造解析が必要となる。